# Katarzyna Sowińska
Katarzyna Sowińska (ur. 22 lipca 1981 w Wałbrzychu) – polska aktorka i modelka.

## Życiorys
Urodziła i wychowywała się w Wałbrzychu. W dzieciństwie ukończyła szkołę muzyczną I stopnia w klasie fortepianu. W wieku 9 lat rozpoczęła naukę jeździectwa i przez następne 10 lat uprawiała skoki przez przeszkody. Podczas przygotowań do mistrzostw Polski uległa poważnemu wypadkowi, który na stałe wykluczył ją ze sportu.
W 1999 rozpoczęła karierę jako modelka. Pracowała na całym świecie, biorąc udział w wielu komercyjnych projektach i kampaniach reklamowych. W 2004 wróciła do Polski i kontynuując pracę modelki, podjęła studia na wydziale Dziennikarstwa i Nauk Politycznych Uniwersytetu Warszawskiego, z których później zrezygnowała. W 2006 przez pół roku pracowała w Los Angeles. 
Jako aktorka zadebiutowała w jednym z odcinków serialu Kryminalni (2006). Następnie grała w serialach: Tylko Miłość (2007–2009), BrzydUla (2008–2009) i Samo Życie (2009–2010). Równolegle w latach 2007–2008 była prezenterką w muzycznej stacji telewizyjnej MTV Polska, w której prowadziła trzy programy (Player MTV, Pimp My Room, Bazar MTV) przeprowadzała wywiady z muzykami i przygotowała relację z gali MTV Europe Music Awards 2007. Współpracowała też z TVP1 i Polsatem jako konferansjerka – współprowadziła finał krajowych preselekcji 53. Konkursu Piosenki Eurowizji 2008 (TVP1), Sylwestrową Moc Przebojów 2007/2008 i VI Sopot TOPtrendy Festiwal 2008 (Polsat).
Była uczestniczką programów rozrywkowych telewizji Polsat: drugiej edycji Jak oni śpiewają (2007) i Rankingu gwiazd (2008). Dwukrotnie wystąpiła w rozbieranych sesjach zdjęciowych w polskiej edycji miesięcznika „Playboy” (2007, 2008). Była reporterką za kulisami trzeciej edycji Jak oni śpiewają (2008) i zrealizowała dwa reportaże w ramach cyklu Showbiz info w Dzień dobry TVN (2009). W 2010 ponownie zamieszkała w Los Angeles, gdzie przez dwa lata szkoliła aktorstwo w Howard Fine Acting Studio i Margie Haber Acting Studio. Była dziennikarką TVP Polonia w 2011. 
W 2012 nagrała własną wersję utworu „Bésame mucho”, którą umieściła w serwisie YouTube. Jej wykonanie zostało zauważone przez meksykańskiego piosenkarza Luisa Miguela, który zaproponował Sowińskiej współpracę. Od września 2012 do kwietnia 2013 odbyli pierwszą wspólną trasę koncertową po Ameryce Południowej, za którą Miguel został nagrodzony podczas Billboard Latin Music Awards 2014. Zanim wróciła do Polski w 2016, koncertowała z Miguelem i brała udział w castingach w Los Angeles. 
Jest jedną z bohaterek filmu Visions (2015) Matta Britosa. Grała w serialach Pierwsza miłość (2018–2019) i Barwy szczęścia (2019–2021). W 2019 zadebiutowała na deskach teatralnych w spektaklu Zaręczony pogrąŻony w reżyserii Tomasza Dutkiewicza w Teatrze Komedia w Warszawie. Jest lektorką audiobooków i reklam radiowych oraz konferansjerką.

## Życie prywatne
Jest córką Bożeny i Lesława Sowińskich; ma brata bliźniaka Tomasza i młodszą siostrę Marię.
Jej wieloletnim partnerem życiowym był hiszpański fotograf Oleg Covian.

## Filmografia
- 2006: Polisz kicz projekt... kontratakuje! – Kasia
- 2006: Kryminalni – modelka Agnieszka Kurska (odc. 44)
- 2006: Królowie śródmieścia – modelka Alicja (odc. 6–7)
- 2007: Ryś – kobieta VIP zakurzona
- 2007–2009: Tylko miłość – Katarzyna Tudor
- 2008–2009: BrzydUla – piosenkarka Mirabella
- 2009: Tancerze – modelka (odc. 7)
- 2009: Dekalog 89+ – Geldland (słychać tylko głos)
- 2009–2010: Samo życie – Bianka
- 2014: Świat według Kiepskich – prezenterka (odc. 457)
- 2016: Ojciec Mateusz – Jagoda, partnerka Filipa Rokitnowskiego (odc. 194)
- 2016: Komisarz Alex – Gabi Szklarska (odc. 98)
- 2018–2019: Pierwsza miłość – Natalia Pojezierska
- 2019: W rytmie serca – dziennikarka Ilona
- 2019–2021: Barwy szczęścia – Greta, siostra Diany
- 2022: Ojciec Mateusz – Wanda Grójecka (odc. 351)
- 2022: Pewnego razu na krajowej jedynce – Jagoda (odc. 2)
- 2023: Pokusa – Joanna

Źródło: Filmpolski.pl.